# Lista de prefeitos de Francinópolis
Esta é a lista de prefeitos do município de Francinópolis, estado brasileiro de Piauí.
| Nº | Nome                              | Partido | Início do mandato       | Fim do mandato          | Observações                                          |
| 1  | Raimundo Ximenes Filho            | PTB     | 2 de fevereiro de 1962  | 1° de fevereiro de 1963 | Prefeito nomeado pelo Governador Chagas Rodrigues    |
| 2  | Pedro Lopes da Silva              | UDN     | 2 de fevereiro de 1963  | 30 de janeiro de 1967   | Prefeito eleito por sufrágio universal               |
| 3  | Cícero Alves Brandão              | ARENA   | 31 de janeiro de 1967   | 30 de janeiro de 1971   | Prefeito eleito por sufrágio universal               |
| 4  | Pedro Lopes da Silva              | ARENA   | 31 de janeiro de 1971   | 30 de janeiro de 1973   | Prefeito eleito por sufrágio universal               |
| 5  | Edmar Soares da Silva             | ARENA   | 31 de janeiro de 1973   | 31 de janeiro de 1977   | Prefeito eleito por sufrágio universal               |
| 6  | Antonio Coimbra Filho             | ARENA   | 1° de fevereiro de 1977 | 31 de janeiro de 1983   | Prefeito eleito por sufrágio universal               |
| 7  | Eduarlino Duarte Lopes            | PDS     | 1° de fevereiro de 1983 | 31 de dezembro de 1988  | Prefeito eleito por sufrágio universal               |
| 8  | José Lopes da Silva Neto          | PFL     | 1º de janeiro de 1989   | 31 de dezembro de 1992  | Prefeito eleito por sufrágio universal               |
| 9  | Eduarlino Duarte Lopes            | PDS     | 1º de janeiro de 1993   | 31 de dezembro de 1996  | Prefeito eleito por sufrágio universal               |
| 10 | Edmar Soares da Silva             | PTB     | 1º de janeiro de 1997   | 31 de dezembro de 2000  | Prefeito eleito por sufrágio universal               |
| 11 | Melcíades Alves Brandão           | PMDB    | 1º de janeiro de 2001   | 31 de dezembro de 2004  | Prefeito eleito por sufrágio universal               |
| 11 | Melcíades Alves Brandão           | PPS     | 1º de janeiro de 2005   | 31 de dezembro de 2008  | Prefeito reeleito por sufrágio universal             |
| 12 | Antonio Luiz Dantas da Fonseca    | PMDB    | 1º de janeiro de 2009   | Junho de 2009           | Prefeito eleito por sufrágio universal               |
| 13 | Celso Leal Lopes                  | PTB     | Junho de 2009           | 31 de dezembro de 2009  | Presidente da Câmara Municipal                       |
| 14 | Ozael Ferreira dos Santos         | PPS     | 1º de janeiro de 2010   | 31 de dezembro de 2012  | Prefeito eleito em eleição suplementar de 11.10.2009 |
| 14 | Ozael Ferreira dos Santos         | PSD     | 1º de janeiro de 2013   | 30 de agosto de 2013    | Prefeito reeleito renuncia o mandato                 |
| 15 | Maria do Socorro Bandeira Fonseca | PMDB    | 31 de agosto de 2013    | 31 de Dezembro de 2016  | Vice-prefeita eleita no cargo de prefeito            |
| 16 | Paulo César Rodrigues de marais   | PP      | 01 de Janeiro de 2017   | 31 de Dezembro de 2020  | Prefeito eleito democraticamente                     |
| 16 | Paulo César Rodrigues de marais   | PP      | 1° de janeiro de 2021   | 31 de Dezembro de 2024  | Prefeito reeleito por sufrágio universal             |
| 17 | Antônio Luiz Dantas da Fondeca    | MDB     | 1° de janeiro de 2025   | Atualidade              | Prefeito eleito por sufrágio universal               |